# 生テレビ!東京探検
『生テレビ!東京探検』（なまテレビ とうきょうたんけん）は、テレビ東京系列局ほかで放送されていた情報バラエティ番組である。テレビ東京とインターボイス（現・CNインターボイス）の共同製作。製作局のテレビ東京では1987年10月6日から1989年3月20日まで放送。

## 概要
東京都関連の情報と、同都市の意外な側面を紹介していた番組。
番組は毎回生放送を実施していたが、遅れネット局ではタイトル通りの「生テレビ」にはならないため、三重テレビのように『東京探検』と改題した上で放送する局もあった。また、テレビ東京の火曜20時台はローカルセールス枠だったため、火曜時代にはメガTONネットワーク（現・TXNネットワーク）加盟局であっても放送しない局がある一方で、岐阜放送のような非加盟局がネットするケースもあった。

## 放送時間
いずれも日本標準時。
- 火曜 20:00 - 20:54 （1987年10月6日 - 1988年3月29日）
- 月曜 20:00 - 20:54 （1988年4月11日 - 1989年3月20日）

## 出演者

### 司会
- なべおさみ
- 萩尾みどり
- 村野武憲

### リポーター
- 志賀正浩
- 白石まるみ
- 豊田有恒
- 比企理恵
- 日髙のり子
- 水野晴郎
- ヨネスケ

### ナレーター
- 小林恭治

## スタッフ
- 構成：土門鉄郎／今津良一、林利根男／上久保直哉、山崎純、要ゆうじ、香川博人、井上知幸、松浦京子、丸子司
- 音楽：赤坂東児
- 音効：サウンドプロ企画
- 技術協力：芝公園スタジオ
- 美術：宇都木民雄
- 演出：坂下正尚
- スタジオ演出：本田英嗣／岡田直樹、森内真人、野村てつや、古山晃
- プロデューサー：大野晴雄（テレビ東京）、岩山泰三（インターボイス）、平林猛（TTM）
- 企画協力：TTM
- 製作：テレビ東京、インターボイス

## 主な企画
都バスで行く1日650円の旅
3人のリポーターが都電・都バス・都営地下鉄一日乗車券（当時の売価は650円）を利用し、都バス沿線の名所・旧跡などを巡るという企画。1988年春・夏・秋・冬の4回にわたって実施。目的地間の移動は都バスの利用がメインだったが、冬季編においては都営地下鉄も利用していた。